# All Summer Long
All Summer Long — шестой студийный альбом американской рок-группы The Beach Boys, вышедший в 1964 году на Capitol Records. В американском хит-параде он занял 4-е место. Пластинка включает сингл «I Get Around», ставший первым хитом группы, достигшим 1-го места.

## Обзор
Выпуск альбома пришёлся на пик популярности The Beach Boys в США; одновременно началось «британское вторжение» во главе с The Beatles. В условиях творческого соперничества Брайан Уилсон был намерен достичь совершенства. Именно с этого альбома начинается постепенный отход от тем пляжа и гоночных автомобилей. Песня «Girls on the Beach» послужила названием к пляжному фильму 1965 года, в эпизоде которого снялась группа. Как и в случае с «Shut Down Volume 2» музыкантам здесь очевидно не хватало материала для альбома, и такая композиция как «Our Favorite Recording Sessions» является лишь смикшированным диалогом между музыкантами и обрывками песен.

## Обложка
На обложку помещён монтаж из фотографий, сделанных Джорджем Джерманом и Кеннетом Видером, — это небольшие сценки на пляже Парадайз-Коув, изображающие летний отдых и развлечения членов группы. Алан Джардин отсутствовал в тот день на фотосессии; фотографии с ним были сделаны позже.

## Список композиций
| №  | Название            | Автор(ы)                 | Вокал                       | Длительность |
| -- | ------------------- | ------------------------ | --------------------------- | ------------ |
| 1. | «I Get Around»      | Брайан Уилсон / Майк Лав | Б. Уилсон, М. Лав           | 2:12         |
| 2. | «All Summer Long»   | Б. Уилсон / М. Лав       | М. Лав, группа              | 2:06         |
| 3. | «Hushabye»          | Док Помус / Морт Шуман   | Б. Уилсон, М. Лав           | 2:40         |
| 4. | «Little Honda»      | Б. Уилсон / М. Лав       | М. Лав                      | 1:52         |
| 5. | «We’ll Run Away»    | Б. Уилсон / Гэри Ашер    | Б. Уилсон                   | 2:00         |
| 6. | «Carl’s Big Chance» | Б. Уилсон / Карл Уилсон  | Инструментальная композиция | 2:25         |

| №  | Название                          | Автор(ы)                                                  | Вокал                    | Длительность |
| -- | --------------------------------- | --------------------------------------------------------- | ------------------------ | ------------ |
| 1. | «Wendy»                           | Б. Уилсон / М. Лав                                        | Группа, М. Лав           | 2:19         |
| 2. | «Do You Remember?»                | Б. Уилсон / М. Лав                                        | М. Лав, Б. Уилсон        | 1:40         |
| 3. | «Girls on the Beach»              | Б. Уилсон                                                 | Б. Уилсон, Деннис Уилсон | 2:24         |
| 4. | «Drive-In»                        | Б. Уилсон / М. Лав                                        | М. Лав                   | 1:51         |
| 5. | «Our Favorite Recording Sessions» | Б. Уилсон / Д. Уилсон / К. Уилсон / М. Лав / Алан Джардин | Диалог                   | 1:59         |
| 6. | «Don’t Back Down»                 | Б. Уилсон / М. Лав                                        | М. Лав, Б. Уилсон        | 1:44         |

В 1990 году альбом был переиздан на одном компакт-диске вместе с четвёртым альбомом «Little Deuce Coupe» и включал дополнительные песни: «Be True to Your School» [Single Version], «All Dressed up for School», «Little Honda» [Alternate Take] и «Don’t Back Down» [Alternate Take].

## Участники записи
- Брайан Уилсон — бас-гитара, фортепиано, вокал
- Майк Лав — вокал
- Карл Уилсон — соло-гитара, вокал
- Алан Джардин — ритм-гитара, вокал
- Деннис Уилсон — барабаны, вокал

## Альбомные синглы
- I Get Around / Don’t Worry Baby (Capitol 5174; 23 мая 1964; #1)